# Dhutanga
Dhutanga (Pali, wörtl. „Läuterungsmittel“, in Thailändisch: ธุดงค์ - Thudong) ist eine Gruppe von dreizehn asketischen „Übungen“, die am häufigsten von den so genannten Waldmönchen der buddhistischen Theravada-Tradition beachtet werden (siehe: Thailändische Waldtradition).
Obwohl sich der Buddha gegen eine Selbstkasteiung als Mittel zur Erlangung der Erleuchtung ausgesprochen hat, so ermutigte er dennoch die Mönche, gewisse asketische Übungen, die er als Dhutanga bezeichnete, durchzuführen, um hinderliche Anhaftungen – wie Faulheit, Trägheit, Stolz und Selbstüberschätzung – umzuwandeln in Einfachheit, Demut, Zurückhaltung, Wachsamkeit.
In den Sutras werden zwar hier und da die eine oder andere Übung erwähnt, aber nirgendwo stehen die folgenden 13 Übungen zusammen an einer Stelle. Der Lob des Buddha, gegenüber diesen Ausübungen, findet sich über den gesamten Palikanon wieder und werden konkreter in den Kommentaren erwähnt. Erst Buddhaghosa hat sie im Visuddhi-Magga zusammengefasst (Lit.: Nyanatikloka, 1999):
1. Die Übung des Fetzenkleidträgers (Tragen von Roben, die aus weggeworfenen Kleidungsstücken zusammengeflickt sind; Ablehnen von Fertigroben, die von Gläubigen gespendet werden.)
2. Die Übung des Dreigewandträgers (Besitz und Tragen nur drei Roben – untere Robe, obere Robe, zweilagige Robe.)
3. Die Übung des Brockensammlers (Ernährung nur von Nahrungsmitteln, die während des Pindabat oder Almosenganges gesammelt werden, Ablehnung von Einladungen der Laien.)
4. Die Übung des „Von-Haus-zu-Haus-Gängers“ (auf dem Almosengang darf kein Haus ausgelassen oder nur bestimmte Häuser, z. B. reiche Haushalte aufgesucht werden.)
5. Die Übung des „Einmal-Essers“ (Nur ein Mahl pro Tag, Ablehnung von weiterem Essen, das vor Mittag gespendet wird.)
6. Die Übung des Topfspeisers (Ernährung nur von Nahrungsmitteln, welche sich in der Almosen-Schale befindet und keine Verwendung von Geschirr und Besteck. Almosenspeise wird mit der Hand eingenommen)
7. Die Übung des „die spätere Speise Verweigernden“ (Ablehnung von weiterem Angebot von Essen, nachdem man mit seinem Mahl begonnen hat)
8. Die Übung des Waldasketen (Leben im Wald, nicht in einem Dorf oder einer Stadt, entfernt von jeglichen Ablenkungen.)
9. Die Übung des Baumasketen (Leben unter einem Baum ohne den Schutz eines Daches.)
10. Die Übung des unter freiem Himmel lebenden (Leben unter freiem Himmel ohne Dach über dem Kopf.)
11. Die Übung des Friedhofasketen (Leben auf oder neben einem Friedhof, einer Verbrennungs-  oder einer Begräbnisstätte.)
12. Die Übung des mit jedem Lager Zufriedenen (Zufriedenheit mit jeglicher Schlafstatt, die einem zugestanden wurde.)
13. Die Übung des Stetigsitzers (Leben ohne niederzuliegen – stehen, gehen oder sitzen ist zulässig.)

Von diesen 13 Übungen mag eine oder mehrere für eine kurze oder längere Zeitspanne geübt werden.
Buddhaghosa unterscheidet in seiner Erläuterung der Übungen, im 'Dhutanga-niddesa', auch zwischen verschiedenen Graden, locker, mittelmäßig und streng, und gibt dazu genaue Beschreibungen.
„Denn der in Sittlichkeit sich übende Asket sollte die Läuterungsübungen als Gelübde auf sich nehmen, um jene Tugenden, wie Bedürfnislosigkeit, Genügsamkeit usw. zu erwirken, durch welche die Läuterung der oben besprochenen Sittlichkeit zustande kommt. Denn so durch das Wasser solcher Tugenden, wie Bedürfnislosigkeit, Genügsamkeit, Entsagungsstrenge, Abgeschiedenheit, Willensanstrengung, Mäßigkeit usw. von den Flecken reingespült, wird seine Sittlichkeit vollkommene Lauterkeit erlangen, …“ (Vis.M. II (Lit.: palikanon.com))